# Augsburger Kahnfahrt

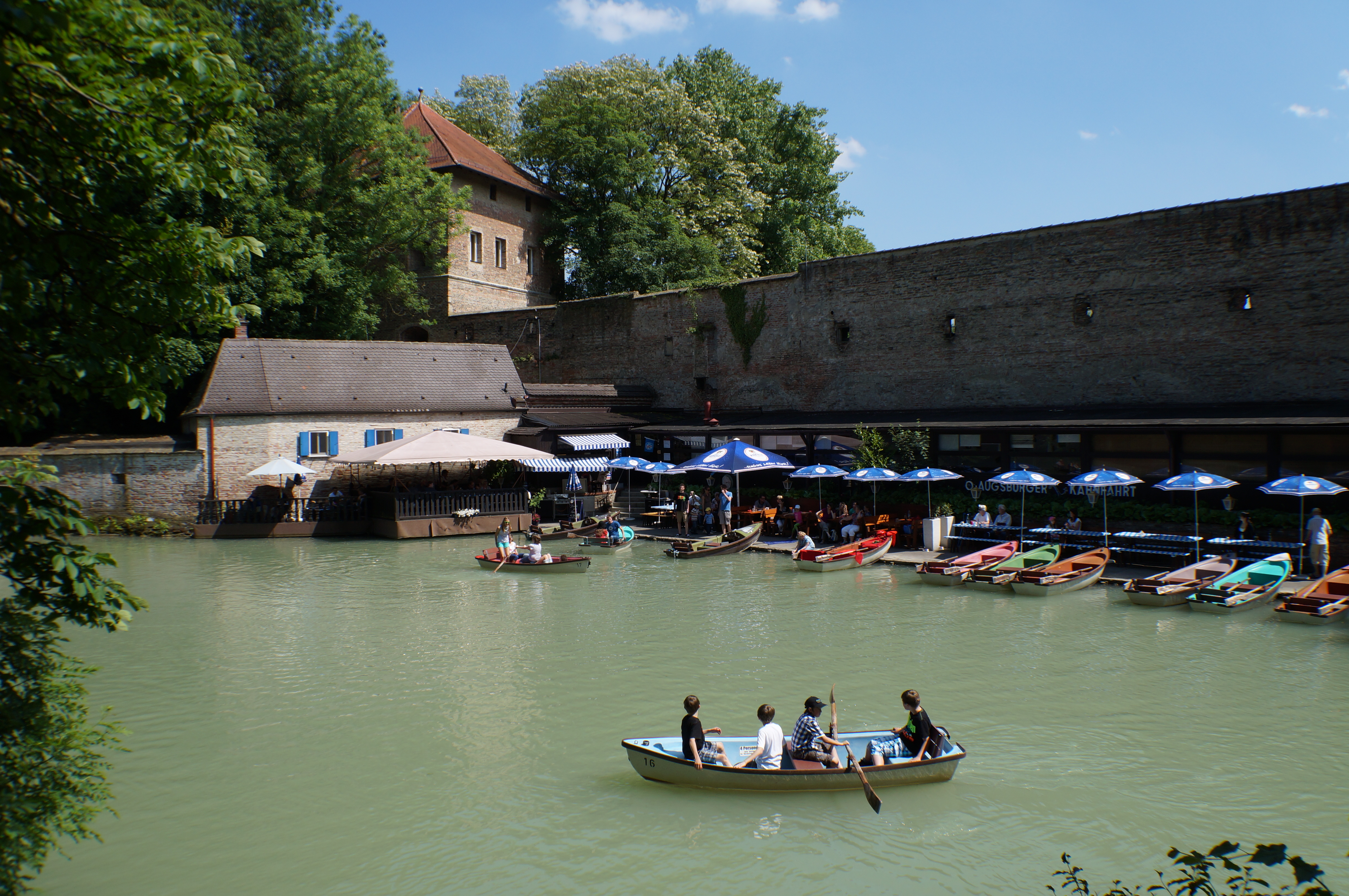
Die Augsburger Kahnfahrt am Oblatterwall

Die Augsburger Kahnfahrt ist eine Freizeiteinrichtung mit Restaurant und Biergarten in Augsburg. Die in privater Hand befindliche Bootsvermietung verfügt über eine bis in das 19. Jahrhundert reichende Tradition und nutzt die Wasserflächen des Stadtgrabens im historischen Augsburger Stadtteil Jakobervorstadt.

## Geschichte

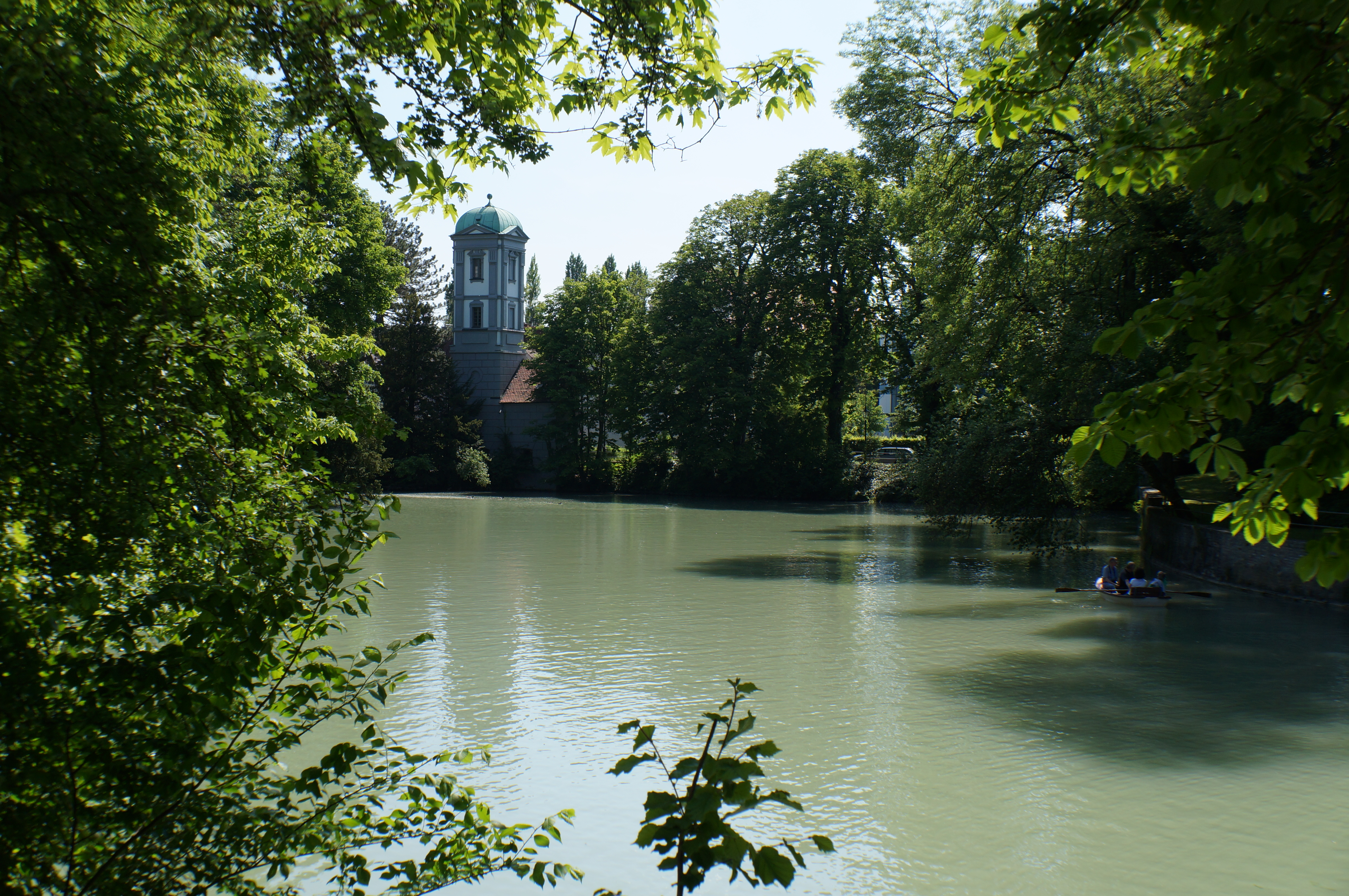
Der Stadtgraben nördlich der Bastei mit Blick auf den St.-Jakobs-Wasserturm

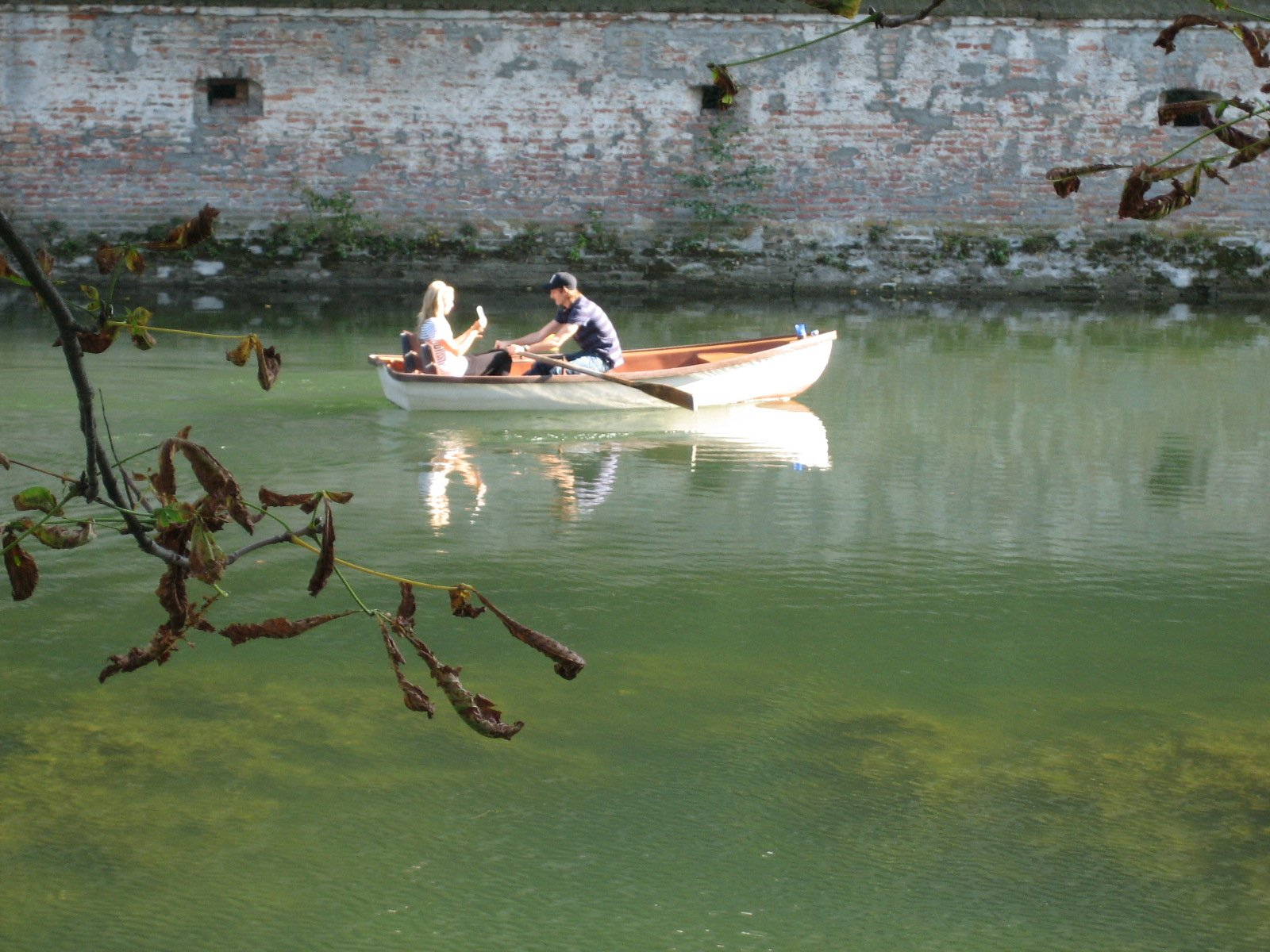
Ein Paar im Ruderboot

In den 1870er Jahren entschloss sich der Unternehmer Paul Kurz, auf der breiten Wasserfläche des Augsburger Stadtgrabens beim Oblatterwall ein Freizeitvergnügen mit kleinen Booten zu schaffen, die er Interessenten kurzzeitig vermietete. Am 1. Mai 1876 eröffnete er seinen Betrieb mit drei Kähnen vor der Stadtmauer der nördlichen Jakobervorstadt. Seine Idee war erfolgreich. Besonders in den Sommermonaten bot sich dem Publikum eine Gelegenheit, Entspannung oder Abwechslung im Alltag bei einer Ruderpartie zu finden.
Im Jahr 1901 wollte der Augsburger Architekt Karl Albert Gollwitzer, dem eine schiffbare Verbindung Augsburgs über den Lech und die Donau zum Schwarzen Meer vorschwebte, das Kahnfahrt-Gelände allerdings in einen Hafen einbeziehen. Seine Vision vom „Augsburger Kanalhafen“ wurde mit viel Spott bedacht und letzten Endes nicht realisiert.
Der idyllisch gelegene Flecken in der Großstadt zog in den 1910er Jahren oft den nah im Elternhaus beim Stadtgraben wohnenden Bertolt Brecht mit seinen Freunden an. Die Kastanienallee entlang der Kahnfahrt erwähnte der spätere Dichter in seinem Essay Bei Durchsicht meiner frühen Stücke.
1912 absolvierten zwei neuartige Wasserfahrzeuge auf dem Stadtgraben ihre Jungfernfahrt. Der Augsburger Wilhelm Artinger (1863–1916) und der Lechhausener Otto Jaser (1878–1958) hatten jeweils ein Boot gebaut, dass mittels Fahrradtretkurbel angetrieben wurde. Die Neue Augsburger Zeitung schilderte die erste Fahrt von Otto Jaser auf dem Stadtgraben am Oblatterwall damals so: „Auf dem Wasser gondelte ein vollbesetztes Boot umher, ohne von Ruderern fortbewegt zu werden. Also mußte es ein Motorboot sein. Aber nein! Da sitzt ja ein Mann mitten im Boot und strampelt nach Herzenslust. Er also entwickelt die zum Fortbewegen nötige Energie.“
Während des Zweiten Weltkriegs verursachten die Luftangriffe auf Augsburg im Jahr 1944 schwere Schäden auch am städtischen Kanalsystem. Dadurch musste der Wasserzufluss in den Stadtgraben gestoppt werden. Dieser lag bis nach dem Krieg für einige Jahre trocken und wurde in der Zeit als Kuhweide genutzt. Nach der Behebung der Schäden wurde der Graben wieder wassergefüllt und die Kahnfahrt nahm ihren Betrieb wieder auf. Dies war die einzige Unterbrechung seit der Gründung der Kahnfahrt.
Waren es zunächst Holzboote der Bootsvermietung, die als Tret- oder Ruderboot zur Verfügung standen, sind seit den 1980er Jahren Boote aus Kunststoff im Einsatz, die zudem teils als Elektroboote ausgebildet sind und elektrisch angetrieben werden.
Falls im Winter die Wasserfläche zufriert und das Eis dick genug ist, sind Schlittschuhlauf oder Eisstockschießen möglich.

## Lage
Die Wasserfläche, auf der mit Booten gerudert werden kann, liegt unmittelbar vor erhaltenen Resten der alten Stadtmauer am Oblatterwall und seinem Turm. Die Rundbastei markiert die Nordostspitze der Jakobervorstadt. Auf der gegenüberliegenden Seite verläuft die erwähnte Kastanienallee. Ein Schutzgeländer trennt den Fußgängerweg an der Straße von der Wasserfläche. Auf einigen Sitzbänken können Spaziergänger bei Bedarf Verschnaufpausen einlegen und den Booten zuschauen. Die Kahnfahrt nutzt das am Vogeltor abzweigende Gewässer des Äußeren Stadtgrabens. Dieses Gewässer vereinigt sich mit dem Inneren Stadtgraben, der vom Vogeltor zum Unteren Graben führt, unterhalb der in der Nähe zur Kahnfahrt gelegenen Schwedenstiege.